# آلما دوپل (کشتی)
الما دوپل (کشتی) (به انگلیسی: Alma Doepel (ship)) یک کشتی بود که طول آن ۴۵٫۲۰ متر (۱۴۸٫۳ فوت) و ارتفاع آن 28 m بود. این کشتی در سال ۱۹۰۳ ساخته شد.